# Kao Cheng-jui
Kao Cheng-jui (chinesisch 高承睿, Pinyin: Gāo Chéngruì; * 25. Dezember 2004 in Taipeh) ist ein taiwanischer Tischtennisspieler. Er spielt bei dem deutschen Bundesligisten TTC RhönSprudel Fulda-Maberzell. Sein größter Erfolg war Silber im Doppel mit Lin Yun-ju bei der Tischtennisweltmeisterschaft 2025.

## Werdegang
Kao wurde in Taipeh geboren und begann dort im Kindergarten Tischtennis zu spielen. Nach seinem Schulabschluss zog er nach Kaohsiung, um bei Chuang Chih-Yuans Tischtennisakademie zu trainieren. 2022 gewann er Silber im U19-Einzel bei den Asian Youth Table Tennis Championships. 2023, erreichte er das Finale beim WTT Contender Lima, wo er sich allerdings mit 1:4 gegen Marcos Freitas geschlagen geben musste. Kao wurde im selben Jahr auch für das Nationalteam für die Asienmeisterschaft 2023 ausgewählt und half somit dem Team eine Silbermedaille zu gewinnen.
Ein Jahr später half Kao der taiwanischen Mannschaft Deutschland im Viertelfinale der Weltmeisterschaft zu besiegen und verhalf somit der Nationalmannschaft zu ihrem größten Erfolg bei Tischtennisweltmeisterschaften. Im gleichen Jahr, qualifizierte er sich für die Olympischen Spiele in Paris als der zweithöchste Taiwaner in der Weltrangliste und erreichte dort das Achtelfinale im Einzelwettbewerb, wo er von Truls Möregårdh besiegt wurde. Zusammen mit Lin Yun-ju und Chuang Chih-yuan, erreichte sein Team auch das Viertelfinale. Nach den Olympischen Spielen, unterschrieb Kao einen Vertrag beim TTC RhönSprudel Fulda-Maberzell und begann in der Bundesliga zu spielen. Seine erste Saison beendete er dort mit einer 4:3-Bilanz.

## Turnierergebnisse
Quelle: TT-Wiki-Info-Datenbank
| Verband | Veranstaltung               | Jahr | Ort         | Land | Einzel        | Doppel       | Mixed         | Team          |
| ------- | --------------------------- | ---- | ----------- | ---- | ------------- | ------------ | ------------- | ------------- |
| TPE     | Asienmeisterschaft          | 2024 | Astana      | KAZ  |               |              |               | Silber        |
| TPE     | Asienmeisterschaft          | 2023 | Pyeongchang | KOR  |               |              |               | Silber        |
| TPE     | Jugend-Asienmeisterschaft   | 2022 | Vientiane   | LAO  | Silber        | Achtelfinale | Viertelfinale | Viertelfinale |
| TPE     | Olympische Spiele           | 2024 | Paris       | FRA  | Achtelfinale  |              |               | Viertelfinale |
| TPE     | Grand Smash                 | 2025 | Singapur    | SGP  | Achtelfinale  | Silber       |               |               |
| TPE     | WTT Series (Champions)      | 2025 | Incheon     | KOR  | letzte 32     |              |               |               |
| TPE     | WTT Series (Champions)      | 2025 | Chongqing   | CHN  | letzte 32     |              |               |               |
| TPE     | WTT Series (Champions)      | 2024 | Frankfurt   | GER  | letzte 32     |              |               |               |
| TPE     | WTT Series (Champions)      | 2024 | Montpellier | FRA  | letzte 32     |              |               |               |
| TPE     | WTT Series (Smash)          | 2024 | Peking      | CHN  | Achtelfinale  |              |               |               |
| TPE     | WTT Series (Champions)      | 2024 | Macao       | MAC  | 3. Platz      |              |               |               |
| TPE     | WTT Series (Contender)      | 2024 | Almaty      | KAZ  | Viertelfinale |              |               |               |
| TPE     | WTT Series (Contender)      | 2024 | Lima        | PER  | letzte 32     |              |               |               |
| TPE     | WTT Series (Star Contender) | 2024 | Bangkok     | THA  | Achtelfinale  |              |               |               |
| TPE     | WTT Series (Star Contender) | 2024 | Ljubljana   | SLO  | letzte 64     |              |               |               |
| TPE     | WTT Series (Contender)      | 2024 | Zagreb      | CRO  | letzte 32     |              |               |               |
| TPE     | Weltmeisterschaft           | 2025 | Doha        | QAT  | letzte 32     | Silber       |               |               |
| TPE     | Weltmeisterschaft           | 2024 | Busan       | KOR  |               |              |               | 3. Platz      |
| TPE     | Weltmeisterschaft           | 2023 | Durban      | RSA  | letzte 64     | letzte 64    |               |               |
| TPE     | Jugend-Weltmeisterschaft    | 2023 | Nova Gorica | SVN  | 3. Platz      | Achtelfinale | letzte 32     | Achtelfinale  |
| TPE     | Jugend-Weltmeisterschaft    | 2022 | Tunis       | TUN  | Achtelfinale  | 3. Platz     | Viertelfinale | 3. Platz      |
| TPE     | World Cup                   | 2025 | Macao       | MAC  | letzte 32     |              |               |               |
| TPE     | World Cup                   | 2024 | Macao       | MAC  | letzte 32     |              |               |               |